# 캐나다호저
캐나다호저 또는 북아메리카호저, 커먼호저(Erethizon dorsatum)는 아메리카호저과에 속하는 대형 설치류의 일종이다. 캐나다호저속(Erethizon)의 유일종이다. 북아메리카에서 북아메리카호저보다 큰 유일한 설치류는 아메리카비버가 유일하다. 캐나다호저는 3천만년 이상 전에 아프리카에서 브라질까지 대서양을 건너 온 천축서소목 설치류로 3백만년 이상 전에 파나마 지협이 상승한 아메리카 대교환(Great American Interchange) 시기 동안에 북아메리카에 이주했다.

## 아종
- E. d. dorsatum
- E. d. bruneri
- E. d. couesi
- E. d. epixanthum
- E. d. myops
- E. d. nigrescens
- E. d. picinum

## 사진

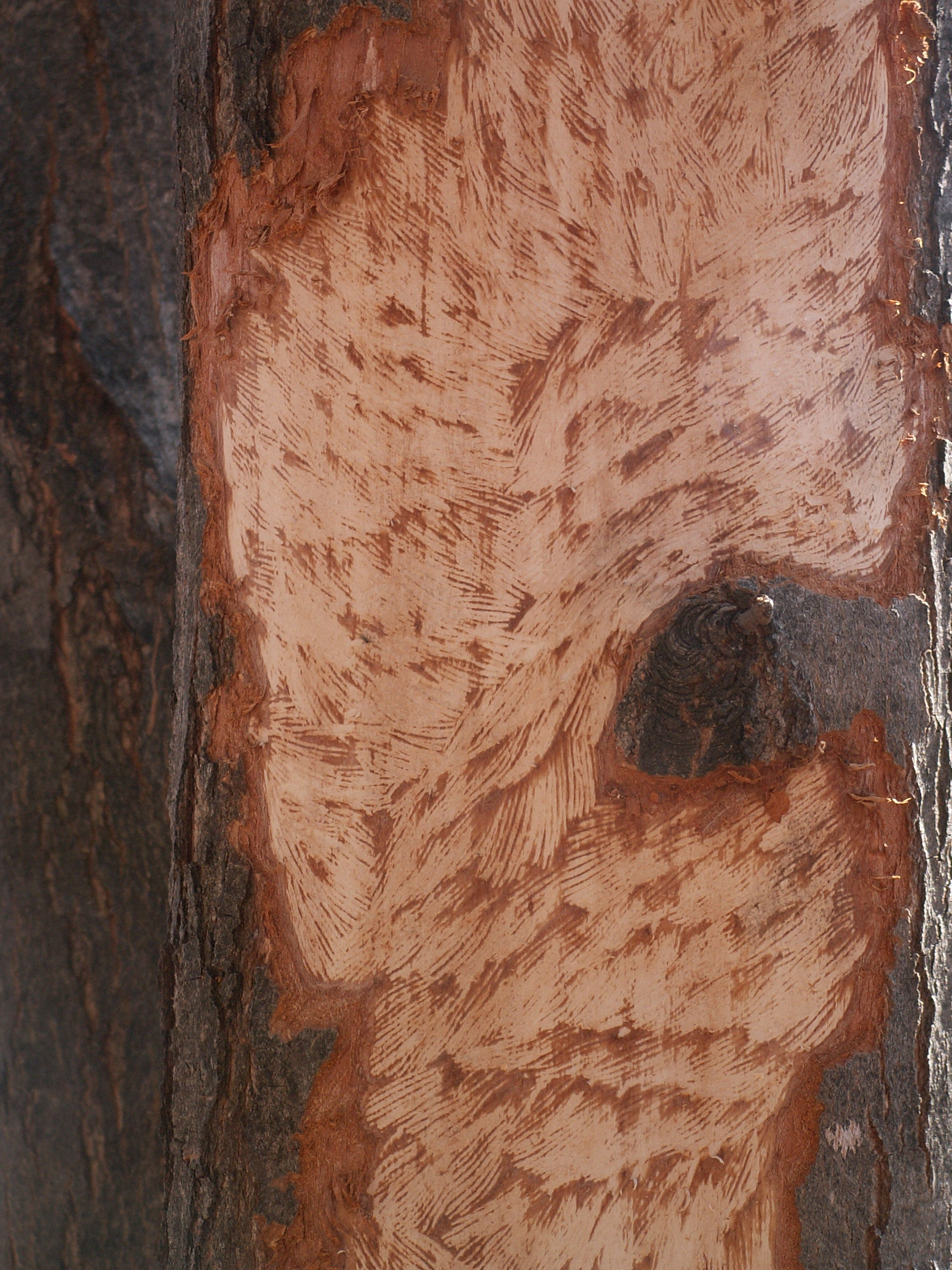
캐나다호저가 파 먹은 설탕단풍나무의 나무껍질
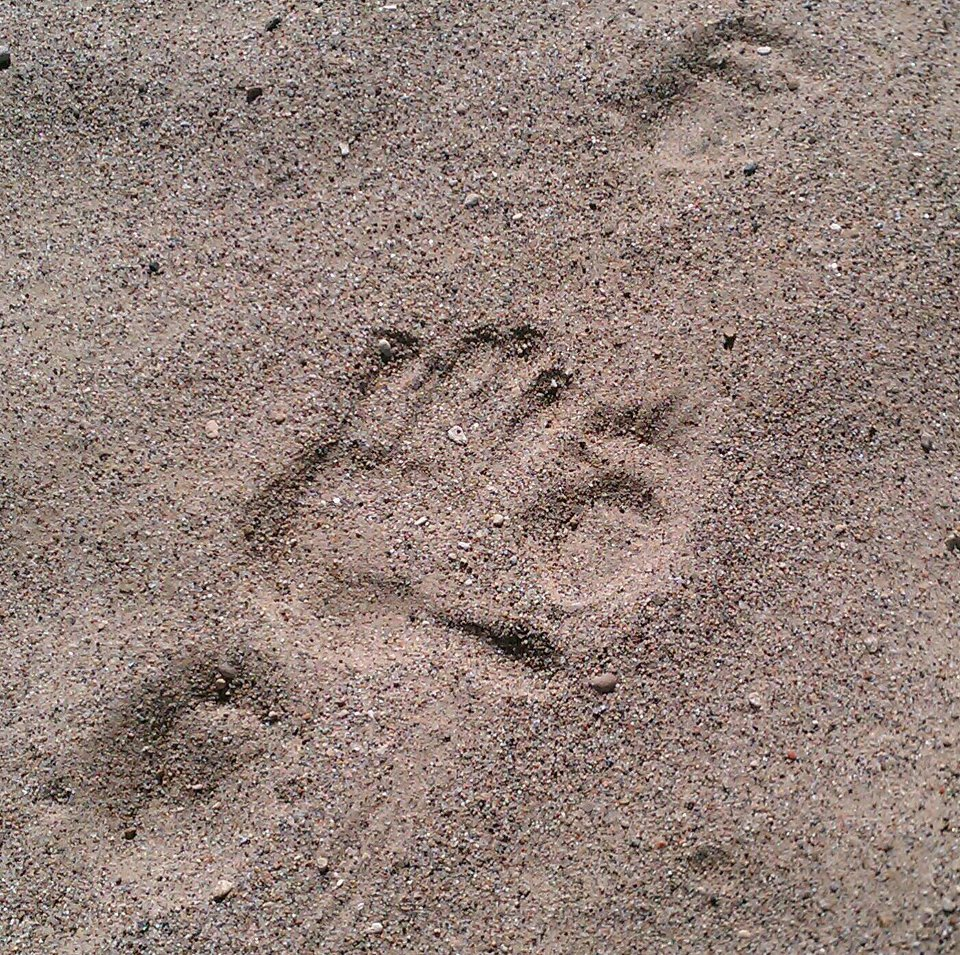
모래 위의 캐나다호저 흔적(사람의 손바닥 크기와 비교)모래 위의 캐나다호저 흔적(사람의 손바닥 크기와 비교)